# Лидија Пилипенко
Лидија Пилипенко (Лапово, 8. фебруар 1938 — Београд, 3. јул 2020) била је примабалерина Народног позоришта у Београду и кореограф.

## Биографија
Родила се 8. фебруара 1938. године у возу на станици у Лапову. Средњу балетску школу је завршила у Београду, а усавршавала се у Лондону. Гостовала је у Токију, Лондону, Паризу, Лозани и Атини. Одиграла је солистичке улоге у балетима Лабудово језеро, Чудесни мандарин, Кармен, Дон Кихот, Жизела, Зачарана лепотица и другим. Аутор је либрета и кореографије за дела Бановић Страхиња, Јелисавета, Вечити младожења, Самсон и Далила и Шехерезада.
Награђена је на бијеналу у Љубљани. Добила је награде СИЗ културе Београда и Новог Сада и пет награда Народног позоришта. Играла је у филмовима „Како су се волели Ромео и Јулија”, „Звиждук у осам” и „Формула 1”. Била је директор Балета Народног позоришта у Београду. Њен супруг је био Мухарем Первић, а син је Игор Первић.